# Яхния
Яхния — кулинарное блюдо, распространённое в Южной Европе и на Балканах. Мясное рагу под названием «яхни» возникло в средневековой Персии. Название блюда происходит от закрытого глиняного горшка, в котором оно готовится. Значение персидского слова — «хранилище пищи». Различные разновидности этого блюда позднее распространились на восток в Афганистан, Узбекистан и Южную Азию и на запад в Османскую империю, достигнув, как считается, Леванта и Балкан. Это тушёные блюда из мяса или овощей. Набор овощей в этом блюде варьируется. Мясо и овощи, как правило, предварительно немного обжаривают и укладывают в горшок слоями. Вкус этого блюда может быть разным, он зависит от фантазии повара, набора овощей, пряностей и их пропорций.